# Thyreus centrimacula
Thyreus centrimacula är en biart som först beskrevs av Pérez 1905.  Thyreus centrimacula ingår i släktet Thyreus och familjen långtungebin. Inga underarter finns listade i Catalogue of Life.